# Joachim Daerr
Joachim Daerr (* 8. Mai 1909 in Groppendorf; † 30. Januar 1986 in Witten) war ein deutscher Landschaftsmaler, Graphiker und Kunsterzieher.

## Leben
Joachim Daerr war ein Sohn des ab Sommer 1909 in Putbus auf Rügen als Schlossprediger und später als Superintendent wirkenden Theodor Johannes Karl Daerr (* 1877). Der Vater war zugleich Religionslehrer am Pädagogium Putbus und hatte seinen Wohnsitz am Putbuser Circus 11. Nach der Schulzeit 1916–1929 in Putbus absolvierte er 1929–1932 ein Studium an der Staatlichen Kunstschule für Textilindustrie Plauen bei Karl Hanusch, Johannes Avenarius, Walther Löbering und Otto Lange, wo er sich besonders mit Entwürfen für Spitzen und der Weberei beschäftigte. Es folgte 1932–1934 eine Lehre als Dekorationsmaler in Dresden. 1934–1937 besuchte er die Staatliche Hochschule für Kunsterziehung in Berlin-Schöneberg. Hier lernte er seine spätere Frau, die Holzschneiderin und Graphikerin Hildegard Daerr (geb. Bremer; * 30. Oktober 1913 in Berlin; † 2004) kennen. Neben dem Besuch der Schöneberger Schule bestritt er ein Studium in Kunstgeschichte, Französisch und Geographie an der Berliner Universität, das er 1938 mit dem Staatsexamen abschloss. Danach war er im Schuldienst tätig, u. a. als Referendar am Pädagogium in Putbus. 
In der Zeit des Nationalsozialismus war Daerr Mitglied der Reichskammer der bildenden Künste. Seine Teilnahme an 14 großen Ausstellungen ist belegt. Auf den Großen Deutschen Kunstausstellungen in München fanden seine Bilder das Interesse führender Nationalsozialisten, u. a. Hitler, Karl Brandt, Heinrich Himmler und Theo Memmel erwarben Druckgrafiken Daerrs.   
Daerr nahm 1940–1942 als Soldat der Wehrmacht am Zweiten Weltkrieg teil. Ab 1942 war er wieder Kunsterzieher im höheren Schuldienst, bis 1946 in Putbus und ab 1947 in Bergen, zudem betätigte er sich als Illustrator. 1958 verließ er mit seiner Frau die DDR und wurde Gymnasiallehrer für Kunst und Geographie am Ruhr-Gymnasium in Witten. Nach seiner Pensionierung 1975 unternahm er zahlreiche Reisen, die ihn durch Europa, nach Asien, Afrika und Amerika führten. 

## Werk
Dank seiner vielseitigen Ausbildung konnte sich Joachim Daerr in sehr unterschiedlichen Metiers betätigen: Er war Landschaftsmaler, Graphiker, Lithograph, Holzschneider, Radierer, Zeichner, Dekorationsmaler, Textilkünstler und – in seinem Hauptberuf – Kunsterzieher. In seinem künstlerischen Werk war er hauptsächlich der Landschaft verbunden. Er fertigte seine Arbeiten als Lithographie, in Sepia, Feder oder Bleistift, wobei er eine vom Verismus angeregte, detailgenaue Darstellung mit Betonung der Struktur und organischen Formen bevorzugte. Auch in seiner Malerei treten zeichnerische Elemente hervor, etwa beim Auftrag der Farbe in feinen Strichlagen. Joachim Daerr gehörte neben Bernhard Feistel (1898–1976) zu den sogenannten Hiddensee-Freunden von Elisabeth Büchsel, die wie sie die Inspiration der Insel für ihr künstlerisches Schaffen nutzten. Neben Hiddensee gehörten Rügen und die Insel Vilm zu den Motivgebern.

„In seinem umfangreichen graphischen Werk ist ein breites Motivfeld eindringlich künstlerisch interpretiert: Rügensche Kreideküste, kleine Inselhäfen, Wege übers Land, Küstenstreifen, Baumgruppen, Windmühlen, Boote – nicht die umtriebigen Badeorte, nicht der moderne Verkehr. Vornehmlich mit Lithographie, Sepia, Feder, Bleistift hat er in feiner Linie, mehr noch in sehr sensiblen graphischen Strukturen manch stillen Winkel oder etliche weite Ausblicke graphisch verdichtet geformt.“

## Werke (Auswahl)
- Schmale Heide auf Rügen. 1937
- Fischerboot in Lauterbach. 1940
- Hiddensee. 1940
- Alter Schuppen in Neuendorf. 1942
- Netze auf Rügen. 1943
- Baumgruppe auf der Insel Vilm. 1947
- Steilküste. 1948[6]
- Naturschutzgebiet Insel Vilm. 1953, Aquarell 45 × 49,5 cm[7]

Das Stralsund Museum hat 19 Werke in seinem Besitz, unter anderem die Werke:
- Blick Wobbanzer Höhe nach Vilmnitz. 1947, Sepia
- Baumgruppe auf dem Vilm. 1947
- Blick vom Wreechner Weg nach dem Vilm. 1947, Sepia
- Steilküste. 1948, Bleistift
- Hiddensee 1. 1952
- Morgennebel auf Mönchgut. 1952, Aquarell

## Ausstellungen (unvollständig)
Beteiligungen
- 1938, 1940, 1941, 1942 und 1944: München, Haus der Kunst – „Große Deutsche Kunstausstellung“[2]
- 1939: Kolberg – „Pommersche Malerei und Graphik der Gegenwart“[8]
- 1943: Wien – „Junge Kunst im Deutschen Reich“[2]
- 1950: Staatliches Museum Schwerin – „Mecklenburger Künstler zum Thema Nationale Front“[8]
- 1950/51: Staatliches Museum Schwerin – „Mecklenburger Künstler“[8]
- 1951: Staatliches Museum Schwerin – „Rechenschaftsausstellung des Verbandes Bildender Künstler Mecklenburgs“[8]
- 1953: Dresden, Albertinum – „Dritte Deutsche Kunst-Ausstellung“ (mit Hildegard Daerr)[2][7]
- 1954: Rostock und Stralsund: Erste Kunstausstellung des Bezirks Rostock
- 2012: Kulturhistorisches Museum Stralsund – „Büchsel und Freunde“[5]

Einzelausstellungen
- 1969: Märkisches Museum der Stadt Witten – „Joachim Daerr“[9]
- 1987: Galerie Bodo Niemann, Berlin (West) – „Bleistift- und Kohlezeichnungen mit Berliner Stadtansichten von Joachim Daerr.“[10]
- 1999: Kulturhistorisches Museum Stralsund – „Joachim Daerr“[11]